# Les 100 millors pel·lícules britàniques del segle XX

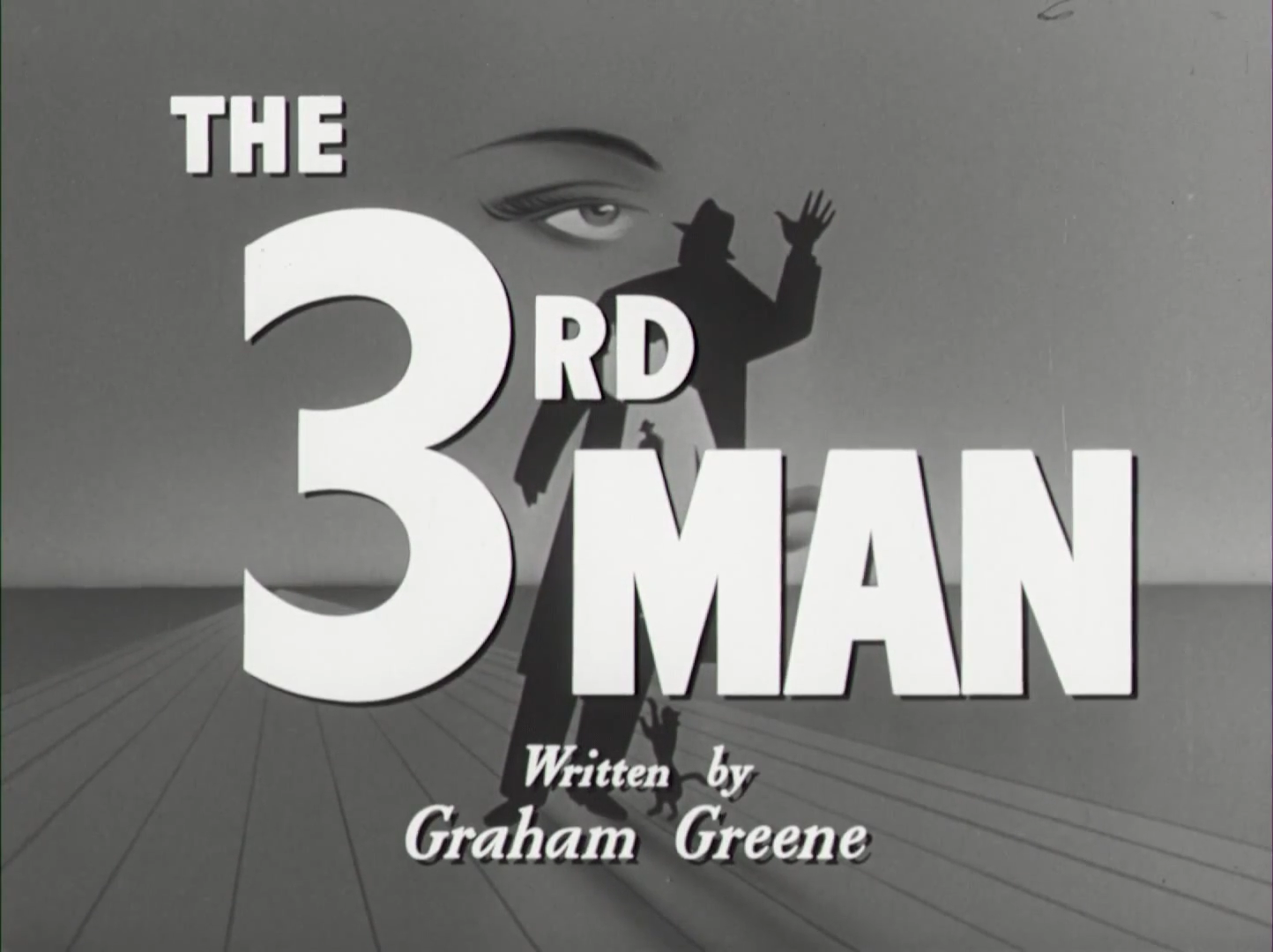
Captura de pantalla del trailer estatunidenc de la pel·lícula El tercer home (primera d'aquest ranking)

El 1999, el British Film Institute va fer una enquesta a 1.000 persones del món del cinema i la televisió britànica per produir la llista BFI 100 de les millors pel·lícules britàniques del segle xx. Es va demanar als votants que escollissin fins a 100 pel·lícules "culturalment britàniques". La llista també inclou dues pel·lícules irlandeses: My Left Foot i The Commitments.

## Desglossament de la llista
- Els anys seixanta lideren el grup amb 26 pel·lícules de mèrit durant la dècada. Quatre pel·lícules estam incloses en la llista pels anys 1949, 1963 i 1994. La primera pel·lícula seleccionada va ser Els trenta-nou graons (1935), i només dues altres pel·lícules dels anys 30 formen part de la llista.
- David Lean, amb set pel·lícules, és el director més representat de la llista, seguit de Michael Powell amb cinc pel·lícules, de les quals quatre eren col·laboracions amb Emeric Pressburger. Powell i Pressburger ("The Archers") i John Schlesinger tenen quatre pel·lícules cadascú, mentre que Alexander Mackendrick i Tony Richardson en tenien tres. Set de les pel·lícules van ser produïdes per Ealing Studios durant els anys 1949–55.
- L’actor més representat és Alec Guinness, amb nou pel·lícules, tres en papers secundaris. Michael Caine és l’actor viu amb més representació, protagonitzat per set pel·lícules.
- Julie Christie és l’actriu més representada, amb sis pel·lícules a la llista.

## Llista completa
| Rang | Títol                             | Any  | Director                            |
| ---- | --------------------------------- | ---- | ----------------------------------- |
| 1    | El tercer home                    | 1949 | Carol Reed                          |
| 2    | Breu encontre                     | 1945 | David Lean                          |
| 3    | Lawrence d'Aràbia                 | 1962 | David Lean                          |
| 4    | Els trenta-nou graons             | 1935 | Alfred Hitchcock                    |
| 5    | Grans esperances                  | 1946 | David Lean                          |
| 6    | Kind Hearts and Coronets          | 1949 | Robert Hamer                        |
| 7    | Kes                               | 1969 | Ken Loach                           |
| 8    | Amenaça a l'ombra                 | 1973 | Nicolas Roeg                        |
| 9    | Les sabatilles vermelles          | 1948 | Michael Powell i Emeric Pressburger |
| 10   | Trainspotting                     | 1996 | Danny Boyle                         |
| 11   | El pont del riu Kwai              | 1957 | David Lean                          |
| 12   | If...                             | 1968 | Lindsay Anderson                    |
| 13   | El quintet de la mort             | 1955 | Alexander Mackendrick               |
| 14   | Saturday Night and Sunday Morning | 1960 | Karel Reisz                         |
| 15   | Brighton Rock                     | 1947 | John Boulting                       |
| 16   | L'assassi implacable              | 1971 | Mike Hodges                         |
| 17   | The Lavender Hill Mob             | 1951 | Charles Crichton                    |
| 18   | Enric V                           | 1944 | Laurence Olivier                    |
| 19   | Carros de foc                     | 1981 | Hugh Hudson                         |
| 20   | A vida o mort                     | 1946 | Michael Powell i Emeric Pressburger |
| 21   | El llarg Divendres Sant           | 1980 | John Mackenzie                      |
| 22   | El servent                        | 1963 | Joseph Losey                        |
| 23   | Quatre bodes i un funeral         | 1994 | Mike Newell                         |
| 24   | Whisky Galore!                    | 1949 | Alexander Mackendrick               |
| 25   | The Full Monty                    | 1997 | Peter Cattaneo                      |
| 26   | Joc de llàgrimes                  | 1992 | Neil Jordan                         |
| 27   | Doctor Jivago                     | 1965 | David Lean                          |
| 28   | La vida de Brian                  | 1979 | Terry Jones                         |
| 29   | Withnail i jo                     | 1987 | Bruce Robinson                      |
| 30   | Gregory's Girl                    | 1980 | Bill Forsyth                        |
| 31   | Zulu                              | 1964 | Cy Endfield                         |
| 32   | Un lloc a dalt de tot             | 1959 | Jack Clayton                        |
| 33   | Alfie                             | 1966 | Lewis Gilbert                       |
| 34   | Gandhi                            | 1982 | Richard Attenborough                |
| 35   | Alarma a l'exprès                 | 1938 | Alfred Hitchcock                    |
| 36   | Un treball a Itàlia               | 1969 | Peter Collinson                     |
| 37   | Un personatge genial              | 1983 | Bill Forsyth                        |
| 38   | The Commitments                   | 1991 | Alan Parker                         |
| 39   | Un peix anomenat Wanda            | 1988 | Charles Crichton                    |
| 40   | Secrets i mentires                | 1996 | Mike Leigh                          |
| 41   | Agent 007 contra Dr. No           | 1962 | Terence Young                       |
| 42   | La follia del rei George          | 1994 | Nicholas Hytner                     |
| 43   | Un home per a l'eternitat         | 1966 | Fred Zinnemann                      |
| 44   | Narcís negre                      | 1947 | Michael Powell i Emeric Pressburger |
| 45   | Coronel Blimp                     | 1943 | Michael Powell i Emeric Pressburger |
| 46   | Oliver Twist                      | 1948 | David Lean                          |
| 47   | I'm All Right Jack                | 1959 | John Boulting                       |
| 48   | Performance                       | 1970 | Nicolas Roeg i Donald Cammell       |
| 49   | Shakespeare in Love               | 1998 | John Madden                         |
| 50   | La meva preciosa bugaderia        | 1985 | Stephen Frears                      |
| 51   | Tom Jones                         | 1963 | Tony Richardson                     |
| 52   | This Sporting Life                | 1963 | Lindsay Anderson                    |
| 53   | My Left Foot                      | 1989 | Jim Sheridan                        |
| 54   | Brazil                            | 1985 | Terry Gilliam                       |
| 55   | El pacient anglès                 | 1996 | Anthony Minghella                   |
| 56   | A Taste of Honey                  | 1961 | Tony Richardson                     |
| 57   | El missatger                      | 1970 | Joseph Losey                        |
| 58   | L'home del vestit blanc           | 1951 | Alexander Mackendrick               |
| 59   | L'expedient Ipcress               | 1965 | Sidney J. Furie                     |
| 60   | Blow Up                           | 1966 | Michelangelo Antonioni              |
| 61   | La soledat del corredor de fons   | 1962 | Tony Richardson                     |
| 62   | Sentit i sensibilitat             | 1995 | Ang Lee                             |
| 63   | Passport to Pimlico               | 1949 | Henry Cornelius                     |
| 64   | El que queda de dia               | 1993 | James Ivory                         |
| 65   | Diumenge, maleït diumenge         | 1971 | John Schlesinger                    |
| 66   | The Railway Children              | 1970 | Lionel Jeffries                     |
| 67   | Mona Lisa                         | 1986 | Neil Jordan                         |
| 68   | The Dam Busters                   | 1955 | Michael Anderson                    |
| 69   | Hamlet                            | 1948 | Laurence Olivier                    |
| 70   | Goldfinger                        | 1964 | Guy Hamilton                        |
| 71   | Elisabet                          | 1998 | Shekhar Kapur                       |
| 72   | Goodbye, Mr Chips                 | 1939 | Sam Wood                            |
| 73   | Una habitació amb vista           | 1985 | James Ivory                         |
| 74   | Xacal                             | 1973 | Fred Zinnemann                      |
| 75   | The Cruel Sea                     | 1953 | Charles Frend                       |
| 76   | Billy Liar                        | 1963 | John Schlesinger                    |
| 77   | Oliver!                           | 1968 | Carol Reed                          |
| 78   | Peeping Tom                       | 1960 | Michael Powell                      |
| 79   | Lluny del brogit mundà            | 1967 | John Schlesinger                    |
| 80   | The Draughtsman's Contract        | 1982 | Peter Greenaway                     |
| 81   | La taronja mecànica               | 1971 | Stanley Kubrick                     |
| 82   | Veus distants                     | 1988 | Terence Davies                      |
| 83   | Darling                           | 1965 | John Schlesinger                    |
| 84   | Educant Rita                      | 1983 | Lewis Gilbert                       |
| 85   | Tocant el vent                    | 1996 | Mark Herman                         |
| 86   | La Genevieve                      | 1953 | Henry Cornelius                     |
| 87   | Dones enamorades                  | 1969 | Ken Russell                         |
| 88   | A Hard Day's Night                | 1964 | Richard Lester                      |
| 89   | Fires Were Started                | 1943 | Humphrey Jennings                   |
| 90   | Esperaná i glòria                 | 1987 | John Boorman                        |
| 91   | My Name Is Joe                    | 1998 | Ken Loach                           |
| 92   | Sang, suor i llàgrimes            | 1942 | Noël Coward i David Lean            |
| 93   | Caravaggio                        | 1986 | Derek Jarman                        |
| 94   | The Belles of St Trinian's        | 1954 | Frank Launder                       |
| 95   | Life Is Sweet                     | 1990 | Mike Leigh                          |
| 96   | The Wicker Man                    | 1973 | Robin Hardy                         |
| 97   | Nil by Mouth                      | 1997 | Gary Oldman                         |
| 98   | Small Faces                       | 1995 | Gillies Mackinnon                   |
| 99   | Carry On... Up the Khyber         | 1968 | Gerald Thomas                       |
| 100  | Els crits del silenci             | 1984 | Roland Joffé                        |